# Modelo estímulo-resposta
O modelo estímulo-resposta a previsão de uma resposta quantitativa a um estímulo.  Em psicologia, a teoria do estímulo-resposta diz respeito a formas de condicionamento clássico em que um estímulo se torna uma resposta emparelhada na mente de um sujeito. Esse tipo de modelo é aplicado não só na psicologia, mas também em relações internacionais, farmácia e neurociências.